# Bitka pri Kadešu
Bitka pri Kadešu med Novim egipčanskim kraljestvom faraona Ramzesa II. in Hetitskim cesarstvom kralja Muvatalija II. je potekala pri mestu Kadeš ob Orontu, malo gorvodno od sodobnega jezera Homs na meji med Libanonom in Sirijo.
Bitka je običajno datirana v leto 1274 pr. n. št. po egipčanski kronologiji in je najstarejša dokumentirana bitka v zgodovini. Bitka je verjetno tudi največja bitka bojnih vozov vseh časov, saj je v njej sodelovalo 5.000-6.000 bojnih vozov.
Bitka je zaradi Kadeških napisov tudi najbolje dokumentirana bitka starega veka.

## Ozadje
Po izgonu Hiksov Petnajste dinastije iz okoli leta 1550 pr. n. št. so začeli faraoni bolj agresivno čuvati meje svoje države. Tutmoz I., Tutmoz III. in njegov sin in sovladar Amenhotep II. so se večkrat, tudi s Kadešem, spopadli na ozemlju od Megida do reke Oront na severu.
Številni egipčanski vojni pohodi v 14. stoletju pr. n. št. kažejo na splošno destabilizacijo  Retenuja (južnega Kanaana). Vladavini Tutmoza IV. in Amenhotepa III. sta bili prepoznavni samo po tem, da je Egipt stalno izgubljal ozemlje v severni Siriji v korist kraljestva Mitani. 
V pozni Osemnajsti dinastiji napisana Amarnska pisma pripovedujejo zgodbo o upadanju egipčanskega vpliva na Bližnjem vzhodu. Egipčani se za ta del svojega ozemlja niso zanimali skoraj do konca Osemnajste dinastije. Pohod v Sirijo je organiziral šele faraon Horemheb, zadnji iz Osemnajste dinastije, ki je umrl leta 1292 pr. n. št.
V Devetnajsti dinastiji se je zanimanje za Bližnji vzhod nadaljevalo. Seti I., general in sin Ramzesa I., je sklenil Egipčanskemu kraljestvu vrniti ozemlje in moč, ki jo je imelo pred skoraj sto leti. Podrobnosti njegovih pohodov v Kanaan in Sirijo so dokumentirani na reliefih Karnaka.  Z vojsko 20.000 mož je ponovno zasedel opuščene vojaške postojanke in mesta in v njih nastanil vojaške posadke. S Hetiti je sklenil neformalen mir, prevzel oblast na sredozemski obali in nadaljeval pohod v Kanaan. Na drugem pohodu je osvojil Kadeš in Amurru in v Kadešu postavil stelo v spomin na svoje zmage. Na pohodu ga je spremljal sin in naslednik Ramzes II. Zgodovinski dokumenti pričajo, da je Ramzes II. pred pohodom proti Kadešu v petem letu svojega vladanja naročil veliko orožja.
V nekem trenutku sta obe regiji ponovno prišli pod hetitsko oblast. Kaj natančno se je zgodilo v Amurruju, je še vedno predmet razprav. Hetitolog Trevor R. Bryce domneva, da je bil Amurru ne glede na to, kaj se je dogajalo, ves čas hetitska vazalna država.
Neposredni predhodniki bitke pri Kadešu so bili prejšnji pohodi Ramzesa II. v Kanaan. V četrtem letu svojega vladanja je odšel proti severu v Sirijo, bodisi zato, da bi ponovno zasedel Amurru, ali zato, da bi potrdil zvestobo svojih vazalov in raziskal prizorišča mogočih bitk. Spomladi petega leta svojega vladanja  (maja 1274 pr. n. št.) se je vojsko iz prestolnice Pi-Ramzes (sodobni Qantir) ob sredozemski obali pomaknil do Gaze.
Zasedba Amurruja je Muvatalija II. spodbudila, da se je z vojsko odpravil na jug v spopad z Egipčani. 

## Vojski
Ramzesova vojska je bila razdeljena na štiri divizije: Amon, Ra (P're), Set (Suteh) in Ptah. Slednja je bila ustanovljena tik pred pohodom.
V njegovi vojski so bile tudi slabo dokumentirane enote, imenovane nrrn (nearin), sestavljene morda iz kanaanskih najemnikov ali egipčanskih vojakov, ki jih je Ramzes II. pustil v Amurruju, da bi varovali pristanišče Sumur. Ti oddelki so bili v bitki najbolj kritični. 
Pomembni so bili tudi šardanski oddelki, vključeni v egipčansko vojsko. Šardani so bili sprva egipčanski vojaški najemniki, potem pa so v zgodovini bronaste dobe igrali vedno pomembnejšo vlogo in proti koncu bronaste dobe kot eno od Ljudstev z morja plenili po Bližnjem vzhodu. 
Healy o egipčanski vojski piše, da se natančnega števila egipčanskih bojnih voz v bitki pri Kadešu ne da ugotoviti, v vseh štirih divizijah pa jih je bilo najmanj 2.000. Vsaka divizija je imela po 500 voz. K temu je treba dodati še vozove v oddelkih nearin.
Na hetitski strani so bili v Muvatalijevo vojsko vključeni oddelki njegovih vazalov, vključno z Alepom. Ramzes II. je na svojem seznamu naštel kar devetnajst hetitskih zaveznikov. Seznam je zanimiv zlasti za hetitologe, ker kaže na obseg hetitskega vpliva v tistem času.

## Bitka
Muvatali je postavil svojo vojsko pred Kadešem. Ramzesa sta dva ujeta vohuna zavedla in ga prepričala, da je hetitska vojska še daleč v Alepu, zato je ukazal postaviti tabor. 
Ramzesov pohod na bojišče je opisan v dveh glavnih napisih bitke, imenovanih "Pesnitev" in "Poročilo".
Ko je bila egipčanska predhodnica približno 11 kilometrov od Kadeša, je ujela dva šašujska nomada, ki sta povedala, da je hetitski kralj  "v deželi Alep severno od Tunipa", se pravi 20 km od bojišča, "ker se preveč boji faraona, da bi šla bolj na jug".  Hetitska izvidnica je zatem ujela še dva Hetita, ki sta priznala, da je njihova vojske v neposredni bližini.
Po tej novici je Ramzes sklical svoje kneze in z njimi razpravljal o krivdi svojih guvernerjev in uradnikov, ki ga niso obvestili o resničnem položaju Muvatalijeve vojske. Ker je bila ob faraonu samo njegova telesna straža in divizija Amon, je vezir ukazal hiter pohod divizij Ptah in Set. Divizija Ra je že prihajala proti taboru. Med Ramzesovim posvetovanjem so hetitski bojni vozovi prešli reko Oront in napadli sredino kolone divizije Ra, da se je razbežala na vse strani. Del vojske, ki je bežal proti taboru divizije Amon, so zasledovali hetitski bojni vozovi.
Hetiti so se nato obrnili in z zahoda napadli egipčanski tabor, se prebili skozi prvo obrambno črto in povzročili paniko, potem pa se je njihov napad v velikem taboru ustavil. Veliko napadalcev je bilo ubitih, njihovih vozov pa uničenih. Ramzes je opisal, da  "ob njem ni bilo nobenega častnika in bojnega voza in nobenega vojaka in ščitonoše". Svoje napadalce je premagal samo z božjo pomočjo.
Hetiti, prepričani, da so popolnoma uničili sovražno vojsko, so se ustavili in začeli pleniti egipčanski tabor in postali lahka tarča Ramzesovega protinapada. Napadalce je pregnal preko Oronta. Težke hetitske bojne vozove so lahki in hitrejši egipčanski vozovi zlahka dohiteli in uničili.
Muvatalijeva vojska je bila kljub izgubam še vedno velika. Imela je veliko rezervnega moštva in bojnih voz in ne nazadnje tudi mestno obzidje. Ko je njegova umikajoča se vojska prišla do Oronta, je s tisoč bojnimi vozovi napadel jedro egipčanskih napadalcev, v katerem so bili faraon in njegovo visoko plemstvo. Hetiti so se ponovno približali egipčanskemu taboru, ko je na bojišče nepričakovano prišel kontingent nearinov iz Amurruja in presenetil napadalce. Za njimi je prišla še divizija Ptah in ogrozila hetitsko zaščitnico.
Po šestem napadu so bile hetistske sile skoraj obkoljene. Preživeli so se prebili do Oronta, zapustili bojne vozove in poskušali preplavati reko. Veliko se jih je utopilo.
Mnenja o izidu bitke niso enotna. Nekateri menijo, da so bili zmagovalci Egipčani, drugi pa trdijo, da je bila egipčanska razglasitev zmage zgolj propaganda.Kakorkoli že, hetitska vojska se je morala po bitki umakniti, Egipčanom pa ni uspelo osvojiti Kadeša.
- Napad hetitskih bojnih voz na divizijo Ra
- Ramzesov protinapad
- Končna faza bitke

## Posledice
Ramzes II. logistično ni mogel podpreti obleganja Kadeša,  zato se je umaknil na jug proti Damasku in nato v Egipt. Doma se je razglasil za zmagovalca, ki je uničil svojega sovražnika, Kadeša pa ni mogel osvojiti.  Zanj osebno je bitka resnično pomenila zmago, ker se mu je uspelo izviti iz katastrofalne hetitske zasede, zbrati razkropljene vojake in dokončati bitko brez smrti ali ujetništva. Njegovi lahki in hitrejši bojni vozovi s posadko dveh mož so bili sposobni prehiteti in uničiti težje in počasnejše hetitske bojne vozove s posadko treh mož.
Hetitski dokumenti iz Boghazkoya pripovedujejo povsem nasprotno zgodbo: Hetiti so Ramzesa porazili in ga prisilili na umik. Sodobni zgodovinarji zaključujejo, da je bila bitka velika moralna zmaga Egipčanov, ki so razvili nove tehnologije vojskovanja in prekinili dolgoletne stalne vdore Hetitov na njihovo ozemlje.
Hetitski kralj Muvatali II. je z vojsko prodrl na jug vse do egipčanske province Upi (Apa), jo zasedel in za njenega guvernerja imenoval svojega brata, bodočega kralja Hatušilija III. Egipčansko vplivno področje v Aziji se je skrčilo na Kanaan, pa še tega so ogrožali občasni upori v vazalnih kraljestvih. Ramzes II. je bil prisiljen, da svojo oblast v Levantu vzdržuje z nizom manjših vojnih pohodov. Za večji pohod proti Hetitom ni imel dovolj moči. 
V osmem in devetem letu vladanja je dosegel nekaj vojaških uspehov. Osvojil je mesti Dapur in Tunip, iz katerih so se Egipčani umaknili pred 120 leti. Njegova zmaga je bila kratkotrajna, ker se ozek pas ozemlja med Amurrujem in Kadešem ni izkazal za stabilno posest. V desetem letu je ponovno osvojil Dapur, tudi tokrat ne za dolgo, ker nobeden od nasprotnikov ni mogel doseči prepričljive in trajne zmage.
Stalni obmejni konflikti so se končali kakšnih petnajst let po bitki pri Kadešu s podpisom mirovnega sporazuma (leta 1258 pr. n. št. ko konvencionalni kronologiji) z Muvatalijevim naslednikom Hatušilijem III. Sporazum je bil napisan na srebrni plošči. Njegovo kopijo so odkrili v hetitski prestolnici Hatuši. Razstavljena je v Istanbulskem arheološkem muzeju. Povečana kopija sporazuma je obešena na zidu sedeža Organizacije združenih narodov v New Yorku. Ohranila se je tudi egipčanska različica sporazuma, napisana na papirusu.

## Primarni viri
Kadeški napisi
Bitka pri Kadešu je na napisih in reliefih bolje dokumentirana kot druge bitke na staroveškem Bližnjem vzhodu. Večina zapisov je egipčanskega porekla. Ti viri so omogočili dokaj dobro prvo rekonstrukcijo bitke, ki jo je leta 1903 objavil ameriški egiptolog, arheolog in zgodovinar James Henry Breasted.
Glavni vir podatkov o bitki so ravno egipčanski opisi bitke, čeprav so bombastični, polni napak in propagandno obarvani.  Glavni primarni različici opisov sta znani kot Pesnitev in Bilten. Prva je pisana v verzih, kar je sicer v nasprotju s siceršnjimi dokumenti faraonov. Bilten vsebuje razen obširnega besedila tudi reliefe. Obe različici sta napisani na več mestih, Bilten na sedmih, Pesnitev pa na osmih, v templjih v Abidosu, Luksorju, Karnaku, Abu Simbelu in Ramesseumu.
Obstaja tudi več krajših zapisov, posvečenih posameznim elementom bitke. Razen njih obstajata tudi Papirus Raifet in Papirus Sallier III in dopisi med Ramzesom in Hatušilijem.
Hetitski dokumenti, vključno s pismi, izbirajo iz Hatuše. Letopisov z neposrednim dopisom bitke niso odkrili, deli bitke pa so opisani v kontekstih drugih dogodkov.